# Aderbissinat
Aderbissinat è un comune rurale del Niger facente parte del dipartimento di Tchirozerine nella regione di Agadez.